# سينولين
سينولين هو مركب عضوي حلقي نتروجيني له الصيغة الكيميائية C8H6N2، ويكون على شكل بلورات عديمة اللون.
يتألف المركب بنيوياً من حلقتين مندمجتين من البنزين والبيريدازين؛ وهو ينتمي بذلك إلى مركبات ديازانفثالين.

## التحضير
حضر المركب لأول مرة من تفاعل تحلق للألكاين o-C6H4(NH2)C≡CCO2H في الماء ليعطي حمض 4-هيدروكسي سينولين-3-كربوكسيليك؛ والتي يمكن إجراء عملية نزع كربوكسيل عليه ثم باختزال مجموعة الهيدروكسيل للحصول على السينولين. يعرف هذا التفاعل باسم اصطناع ريختر للسينولين.
كما يمكن أن تتم عملية التحضير من تفاعل نزع هيدروجين من ثنائي هيدرو السينولين باستخدام أكسيد الزئبق الثنائي المحضر حديثاً، ويعزل السينولين حينئذ على شكل هيدروكلوريد.
أما مشتقات السينولين، والتي تعرف باسم سينولينات، فتحضر بتفاعل يسمى اصطناع فيدمان-شتورمر Widman–Stoermer synthesis؛ وهو تفاعل إغلاق للحلقة باستخدام α-فاينيل الأنيلين مع حمض هيدروكلوريك ونتريت الصوديوم.
يتحول نتريت الصوديوم في التفاعل إلى حمض النتروز، والذي يشكل حينها مركب وسطي إلكتروفيلي (محب للإلكترون) وهو ثلاثي أكسيد ثنائي النتروجين، والذي يشكل مركب وسطي آخر من نتروزامين، والذي يفقد الماء ليشكل ملح ديازونيوم، والذي يتفاعل مع الفاينيل في تفاعل إغلاق الحلقة. تعد آلية التفاعل هذه قريبة من حيث المبدأ لآلية تفاعل اصطناع بامبيرجر للتريازين.

## الخواص
يوجد السينولين في الشروط القياسية على شكل بلورات عديمة اللون؛ وهي تنصهر بين درجتي الحرارة 40 و 41 °س.

## اقرأ أيضاً
- ديازانفثالين